# Carmine Caridi
Carmine Caridi (Nueva York, 23 de enero de 1934-Los Ángeles, California, 28 de mayo de 2019) fue un actor estadounidense de cine, teatro y televisión.

## Carrera
Permaneció activo en el mundo de la actuación principalmente entre las décadas de 1970 y 2000. Sus interpretaciones notables incluyen a Carmine Rosato en El padrino II (1974) y a Albert Volpe en El padrino III. En 2004 fue expulsado de la Academia de Artes y Ciencias Cinematográficas por una implicación en la piratería de películas.

## Filmografía
| Año  | Título                                                                      | Papel                  | Notas |
| ---- | --------------------------------------------------------------------------- | ---------------------- | ----- |
| 1971 | The Anderson Tapes                                                          | Detective              |       |
| 1971 | The Gang That Couldn't Shoot Straight                                       | Tony                   |       |
| 1972 | Irish Whiskey Rebellion                                                     | Marty                  |       |
| 1973 | I Could Never Have Sex with Any Man Who Has So Little Regard for My Husband | Marvin                 |       |
| 1974 | Crazy Joe                                                                   | Jelly                  |       |
| 1974 | The Gambler                                                                 | Jimmy                  |       |
| 1974 | El padrino II                                                               | Carmine Rosato         |       |
| 1976 | Hollywood Man                                                               | Anthony                |       |
| 1976 | Car Wash                                                                    |                        |       |
| 1978 | The Cheap Detective                                                         | Sgt. Crosseti          |       |
| 1978 | Kiss Meets the Phantom of the Park                                          | Calvin Richards        |       |
| 1978 | Mr. Too Little                                                              | Murphy                 |       |
| 1979 | The In-Laws                                                                 | Angie                  |       |
| 1981 | Prince of the City                                                          | Detective Gino Mascone |       |
| 1985 | Brewster's Millions                                                         | Salvino                |       |
| 1985 | Summer Rental                                                               | Ed                     |       |
| 1986 | The Money Pit                                                               | Brad Shirk             |       |
| 1987 | Some Kind of Wonderful                                                      | Guardia del museo      |       |
| 1988 | Split Decisions                                                             | Lou Rubia              |       |
| 1990 | El padrino III                                                              | Albert Volpe           |       |
| 1990 | Havana                                                                      | Cap. Potts             |       |
| 1991 | Life Stinks                                                                 |                        |       |
| 1991 | Femme Fatale                                                                | Dino                   |       |
| 1991 | Bugsy                                                                       | Frank Costello         |       |
| 1992 | Ruby                                                                        | Sam Giancana           |       |
| 1995 | Top Dog                                                                     | Lou Swanson            |       |
| 1997 | Killer per caso                                                             | Tony Fusciacca         |       |
| 1999 | Splendor Falls                                                              | Vito                   |       |
| 1999 | Carlo's Wake                                                                | Nick                   |       |
| 2000 | 18 D                                                                        | Frank                  |       |
| 2002 | Do It for Uncle Manny                                                       |                        |       |
| 2003 | Nobody Knows Anything!                                                      | Frankie C.             |       |
| 2003 | Runaways                                                                    | Brady                  |       |
| 2008 | Wednesday Again                                                             | Rudy                   |       |
| 2015 | Rivers 9                                                                    | Romeo                  |       |